# 非導引炸彈

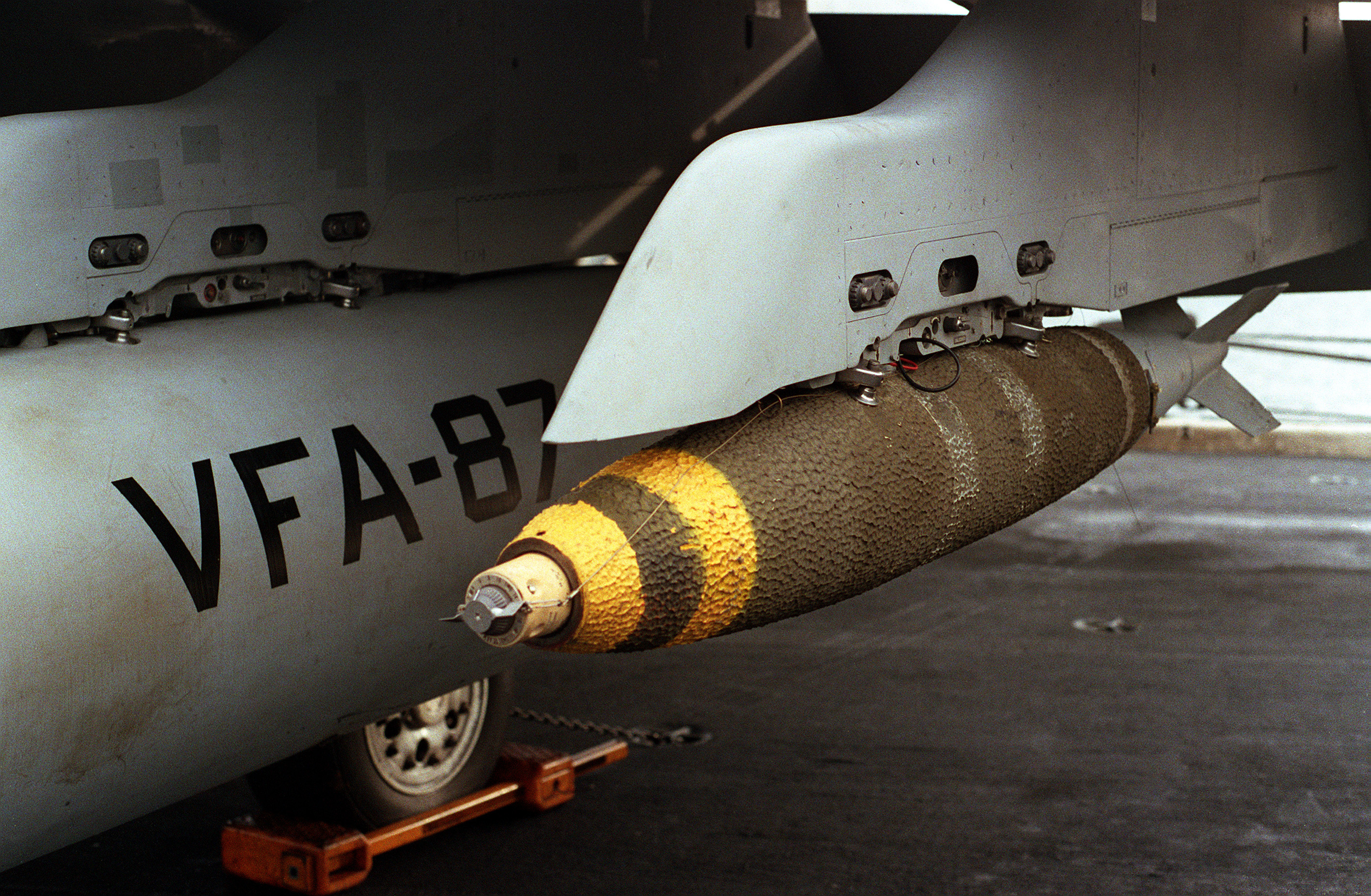
無導引的500 lb Mark 82炸彈

非導引炸彈(英文：Unguided bomb)，也稱為自由落體炸彈、重力炸彈、笨炸彈或鐵炸彈，是常規的飛機運載炸彈，不包含導引系統，因此僅遵循彈道來飛行。這包括直到第二次世界大戰後半期所有一般服役的飛機炸彈，而絕大多數炸彈直到1980年代後期才被使用。
後來，隨著精確的導引炸彈的大量使用，需要重新命名以將“智能炸彈”與自由落體炸彈區分開。“笨炸彈”曾使用過一段時間，但許多軍方人士認為它聽起來太陳舊了，最終“重力彈”這名稱獲得普遍的認可。以前，它們也被稱為“鐵炸彈”。
非導引炸彈的炸彈外殼通常具有依循空氣動力學所設計的形狀，通常在尾部帶有鰭片，可以減少空氣阻力並在炸彈釋放後增加穩定性，這兩者都可以提高彈道的準確性和一致性。
非導引炸彈通常使用接觸式引信在撞擊時引爆，如果需要穿透效果則在幾毫秒後引爆。另一種替代方法是使用帶有高度計的保險絲，以使炸彈在所需的高度爆炸。